# Parigi-Roubaix 1991
La Parigi-Roubaix 1991, ottantanovesima edizione della corsa e valida come terzo evento della Coppa del mondo di ciclismo su strada 1991, fu disputata il 14 aprile 1991, per un percorso totale di 266,5 km. Fu vinta dal francese Marc Madiot, giunto al traguardo con il tempo di 7h08'19" alla media di 37,332 km/h.
Presero il via da Compiègne 196 ciclisti, 96 di essi portarono a termine la gara.

## Ordine d'arrivo (Top 10)
| Pos. | Corridore           | Squadra      | Tempo   |
| ---- | ------------------- | ------------ | ------- |
| 1    | Marc Madiot         | R.M.O.       | 7h08'19 |
| 2    | Jean-Claude Colotti | Tonton Tapis | a 1'07" |
| 3    | Carlo Bomans        | Weinmann     | s.t.    |
| 4    | Steve Bauer         | Motorola     | s.t.    |
| 5    | Franco Ballerini    | Del Tongo    | s.t.    |
| 6    | Wilfried Peeters    | Histor-Sigma | s.t.    |
| 7    | Nico Verhoeven      | PDM-Concorde | s.t.    |
| 8    | Marc Sergeant       | Panasonic    | s.t.    |
| 9    | Olaf Ludwig         | Panasonic    | a 1'41" |
| 10   | Hendrik Redant      | Lotto        | s.t.    |